# Réthimno
Réthimno (görögül Ρέθυμνο) Görögország egyik kikötővárosa Kréta szigetének északi partján. Mintegy 34 000 fő lakosával Kréta harmadik legnagyobb települése és Réthimno prefektúra központja.

## Története
Réthimno helyén az első település a minószi kor után (i.e. 1350-1250) jött létre. A Rithymna néven említett város az i.e. 3-4. században virágzott, kiterjedt kereskedelméről a régészek által talált arany- és ezüstérmék tanúskodnak. A város ezután hanyatlásnak indult, a római korban faluméretűvé zsugorodott. Az első bizánci és az arab korszakról nincsenek jelentős információink, de a második bizánci periódusban (961-1204) egy Castell Vecchio nevű kis, erődített települést említenek a források. 

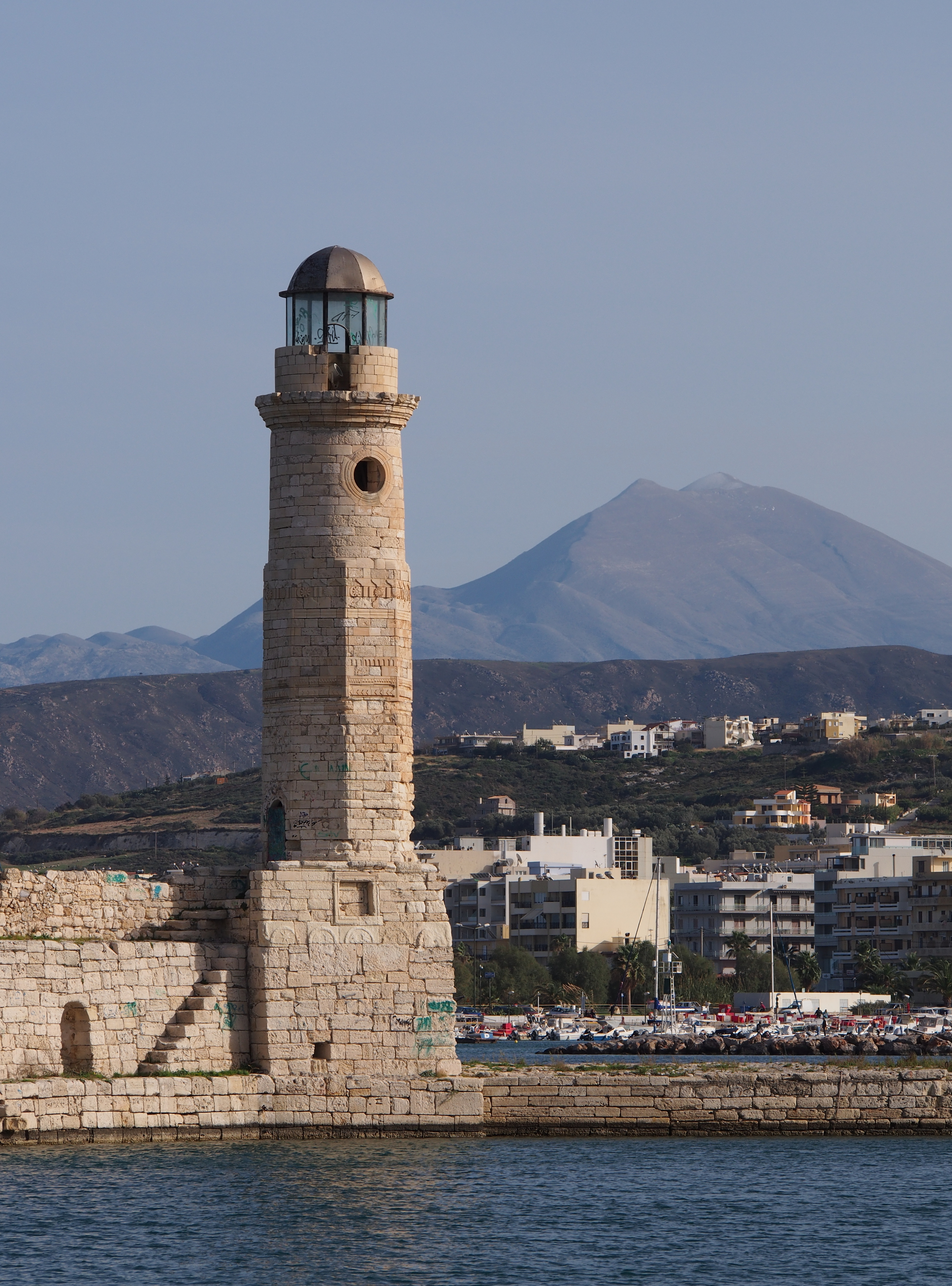
A velencei kikötő világítótornya

A negyedik keresztes háborúban Montferrati Bonifác kapta meg a szigetet, aki azonban eladta azt Velencének. Krétát egy rövid időre genovaiak szállták meg, azonban 1211-re a velenceiek megerősítették hatalmukat. A velenceiek felismerték a település stratégiai fekvését és kiépítették kikötőjét. 1540-ben a növekvő török fenyegetettség miatt újból megerősítették a Castell Vecchio falait kinövő várost. Az új védelem azonban hatástalanak bizonyult, Uludzs Ali kalózai 1571-ben elfoglalták és felgyújtották Réthimnót. Két évvel később 1573-ban megépült a máig álló jókora Fortezza erőd a város melletti Paleokasztro dombon.
A törökök 1646-ban foglalták el Réthimnót és Kréta egészen 1897-ig az Oszmán Birodalomhoz tartozott (egy rövid egyiptomi megszállást kivéve 1830-1840 között). A krétaiak a 19. században többször is fellázadtak a török uralom ellen, 1866-ban pedig az Arkadi-kolostorban a török katonák ellen védekező felkelők a lőpor felrobbantásával tömeges öngyilkosságot követtek el (a kolostor ma a réthimnói önkormányzathoz tartozik).
1897-ben egy több száz halálos áldozatot (köztük a brit konzult) követelő mészárlás után a nagyhatalmak megszállták a szigetet és létrehozták a független Krétát. Réthimnóban 1907-ig orosz katonák tartózkodtak. Kréta 1913-ban csatlakozott Görögországhoz. Az első világháború után a lausanne-i egyezmény értelmében lakosságcserét hajtottak végre Görög- és Törökország között és a török nemzetiségű krétaiakat Kisázsiába telepítették. A második világháborúban a németek bombázták Réthimnót és sok épületet rombadöntöttek. A háború utáni rossz gazdasági helyzet miatt sok réthimnói Athénba vagy külföldre költözött.
Ma Réthimno középkori belvárosával, velencei kikötőjével és homokos strandjával Kréta egyik fontos látványossága és számos turistát vonz a világ minden tájáról.

## Fekvése

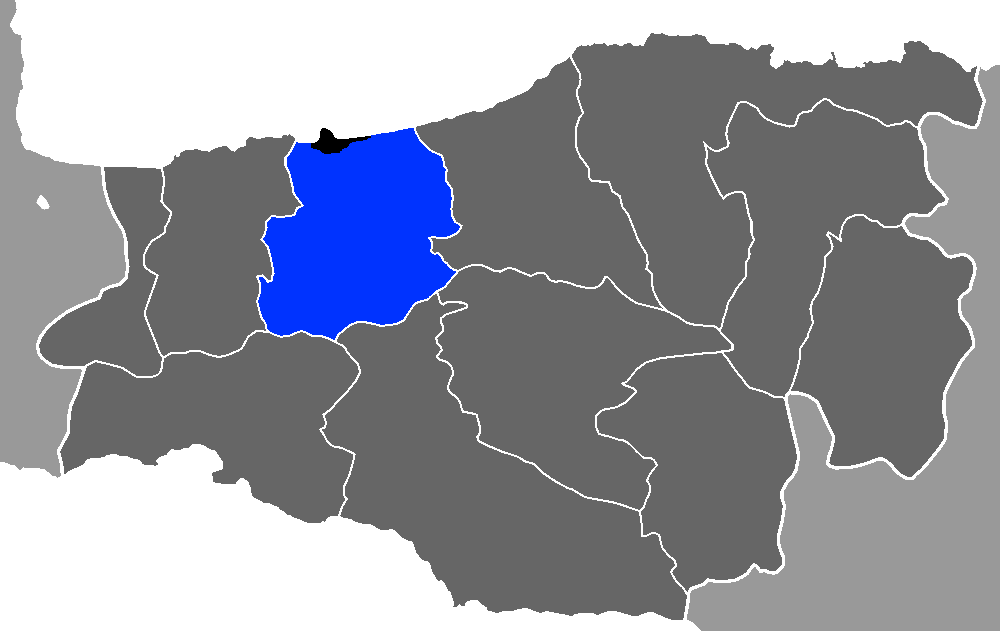
A réthimnói önkormányzat területe

Réthymno Kréta északi partján fekszik, a Krétai-tenger mellett. Nagyjából félúton van a sziget két nagyvárosa, Iráklio (80 km) és Haniá (60 km) között. A város területe 126,5 km², míg az önkormányzathoz tartozó teljes terület 397,5 km². Legalacsonyabb pontja a tenger mellett van és a legmagasabb is csak 15 méteres.  

## Közigazgatás, lakosság
A 2011-es önkormányzati reform során a városhoz csatolták Arkadi, Lappa és Nikifórosz Fokász községeket. A városi önkormányzathoz tartozó területek teljes lakossága 54 900 fő, míg magában a városban 35 687-en laknak.  

## Látnivalók

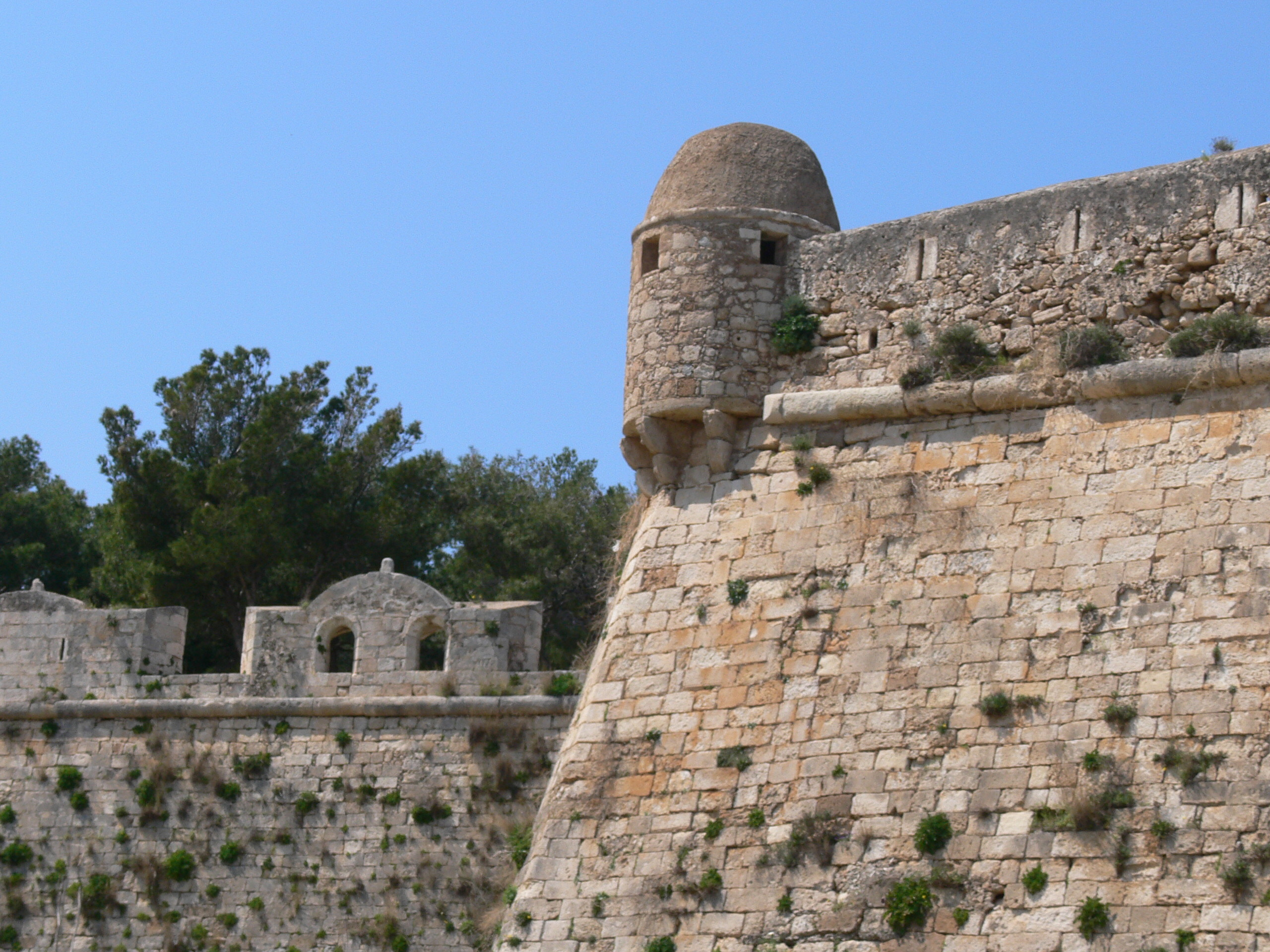
A Fortezza falai

Fortezza: A majdnem teljesen épen maradt 16. századi erőd építését 1573. szeptember 13-án kezdték, miután török kalózok kifosztották a várost. Több mint százezer helybeli dolgozott az építkezésen, melyet 1590-re fejeztek be teljesen. Az akkoriban 5 ezres város lakói nem itt laktak, az erődben főleg velenceiek illetve a helyőrség állomásozott. Kréta török megszállása idején a Fortezza hosszú ideig ellenállt az ostromnak, noha voltak tervezési hiányosságai, mint például hiányzott a várárok és a falak teteje is könnyen elérhető volt létrával. Végül 1646-ban foglalták el a törökök, akik a megrongálódott erősséget kijavították, saját helyőrséget költöztettek bele és templomait mecsetté alakították. A 20. században egy ideig börtönként használták, majd a falak restaurálása után műemlékké nyilvánították. Ma megtekinthető a valamikori fegyverraktár, a várparancsnokság és a mecset. A fák alatti árnyékos helyen kültéri színpad is működik.
Velencei óváros: a Réthimnót a 13. század elejétől birtokló velenceiek saját stílusukban építették az óváros házait, melyek közül sok szinte változatlan formában fennmaradt. A szűk utcák és sikátorok házain korabeli kőfaragványok, kapubejárók, boltívek, ablakok erkélyek láthatók. A velenceiek építették ki a mólóval és világítótoronnyal védett kis kikötőt. A belvárosban a 250 éves török fennhatóság is meghagyta nyomait, keleti stílusú lakóházak, faerkélyek és mecsetek formájában.
Az óváros központjában található a 400 éves Rimondi-kút, amely az akkori velencei kormányzóról, A. Rimondiról kapta nevét. A kút korinthoszi oszlopai között helyezkedik el a három oroszlánfej, amelyek szájából bugyog a víz. Felső részén a Liberalitatis (nagylelkűség) és Fontes (forrás) szavak olvashatóak.
A 16. század közepén épült négyszögletes Loggia a kereskedők, lovagok találkozóhelyeként szolgált. Tervezője nem készített rá tetőt, ez későbbi szerkezet. A török időkben mecsetté alakították át, minaretet is építettek hozzá. 1930-ban az Archeológiai Múzeum költözött ide. A Loggiát 1990-ben teljesen restaurálták, ma a múzeum boltja működik benne.
Kara Musza pasa mecsetje Réthimno török meghódítójáról kapta nevét. 1646-ban épült, bejáratánál kis szökőkút található, amelyben a hívők megmosakodhattak.

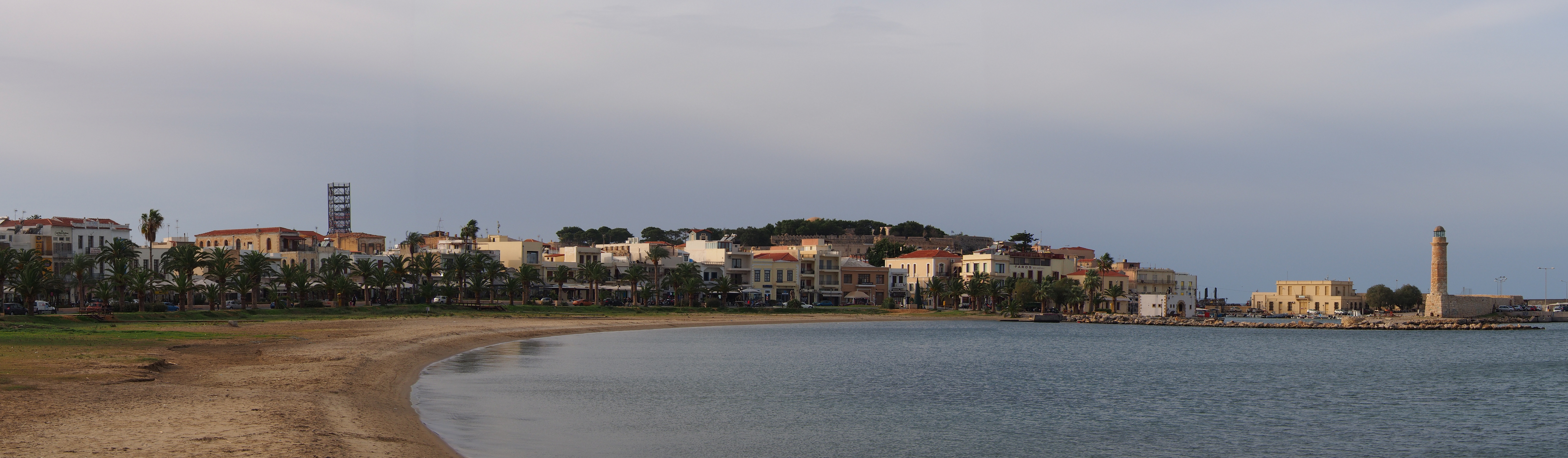
Az óváros keletről

## Testvérvárosok
- Ajía Nápa, Ciprusi Köztársaság
- Castenaso, Olaszország
- Puskin, Oroszország

## Galéria

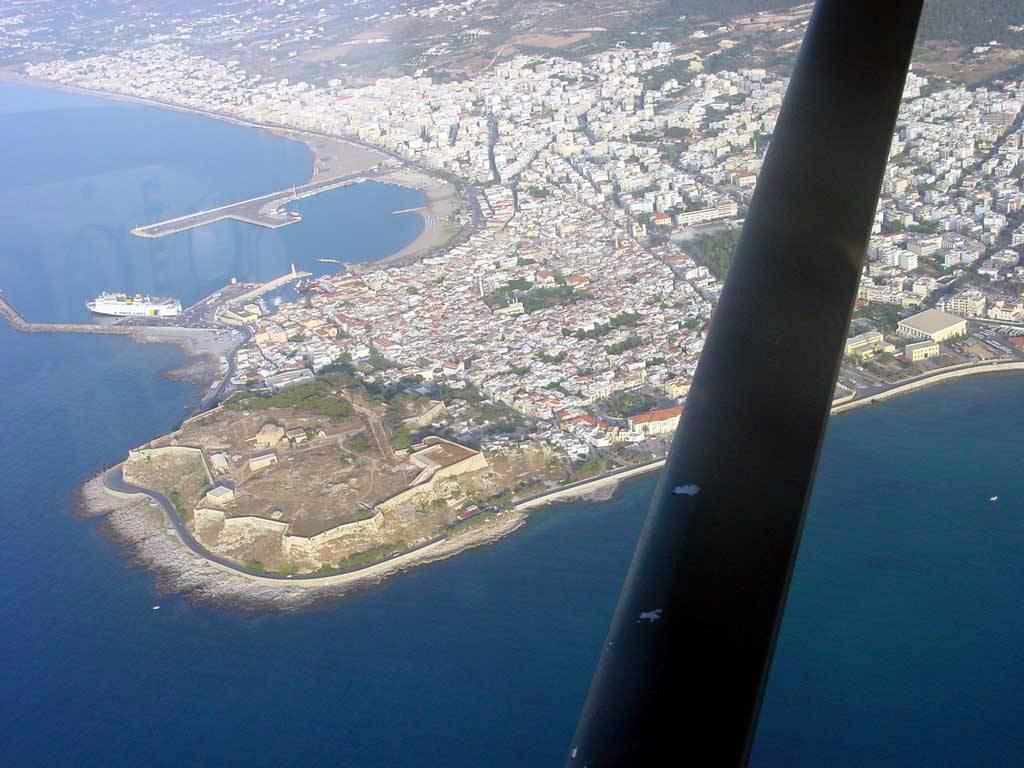
Madártávlatból
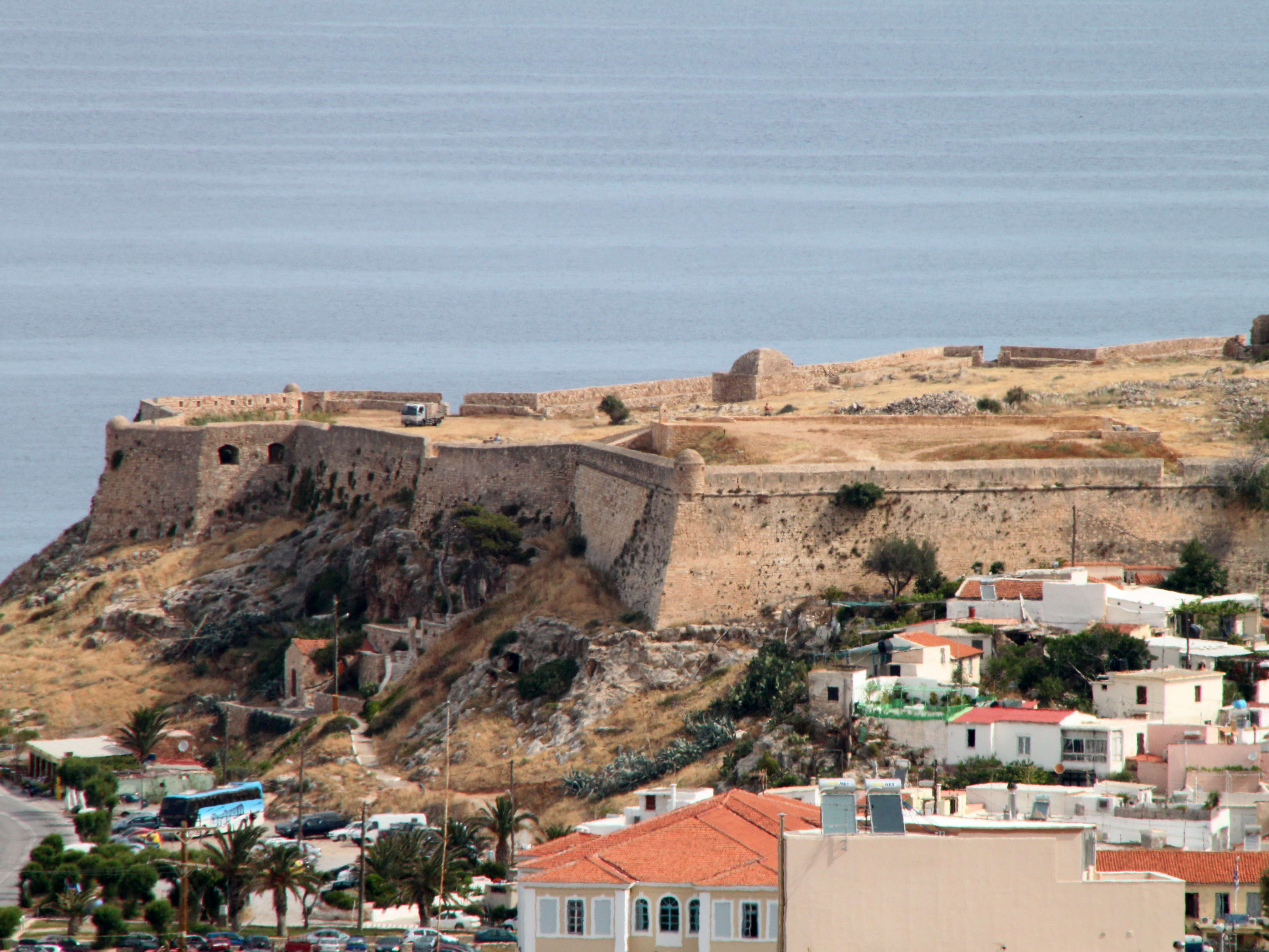
A Fortezza
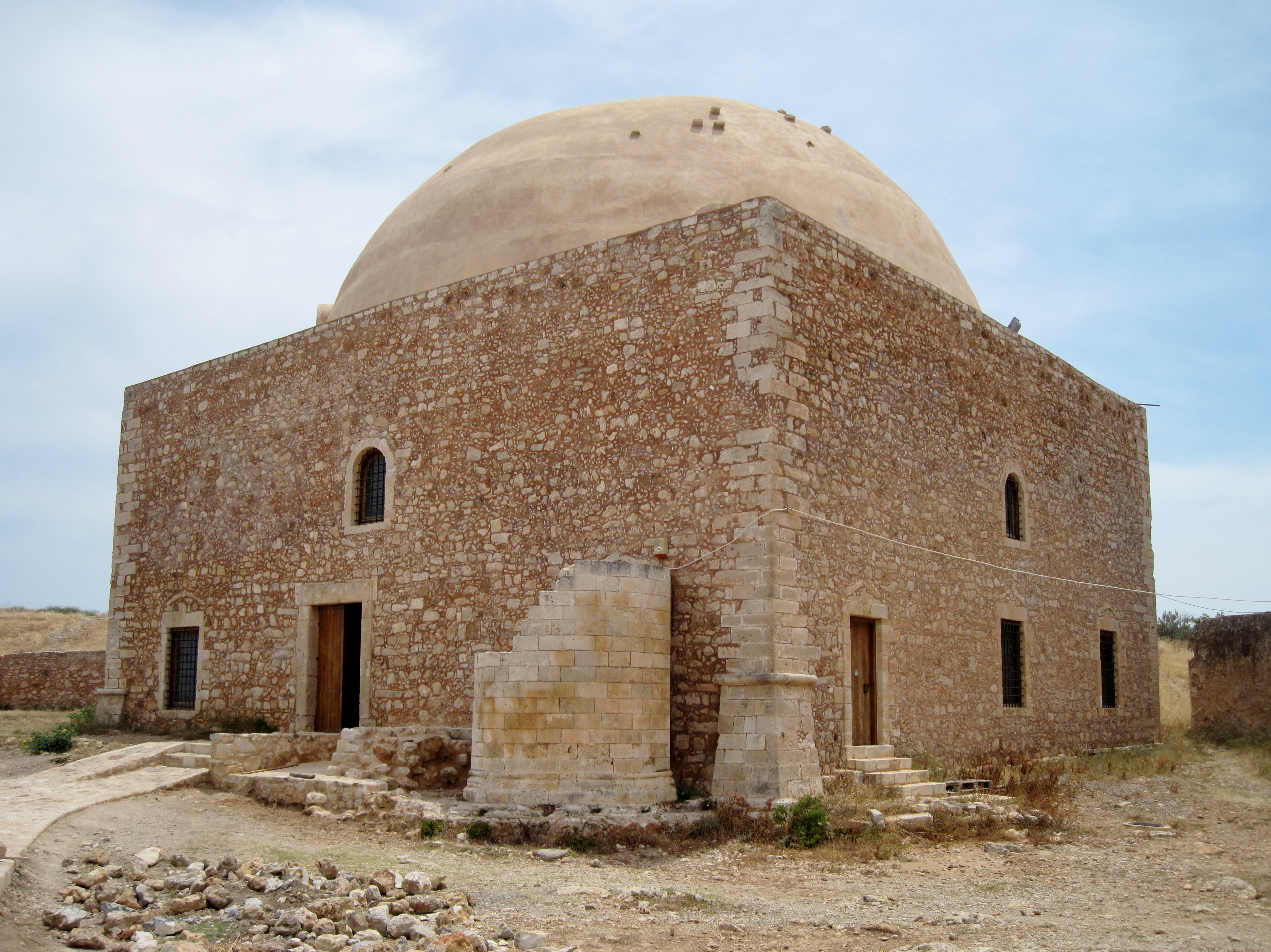
Az Ibrahim szultán-mecset az erődben
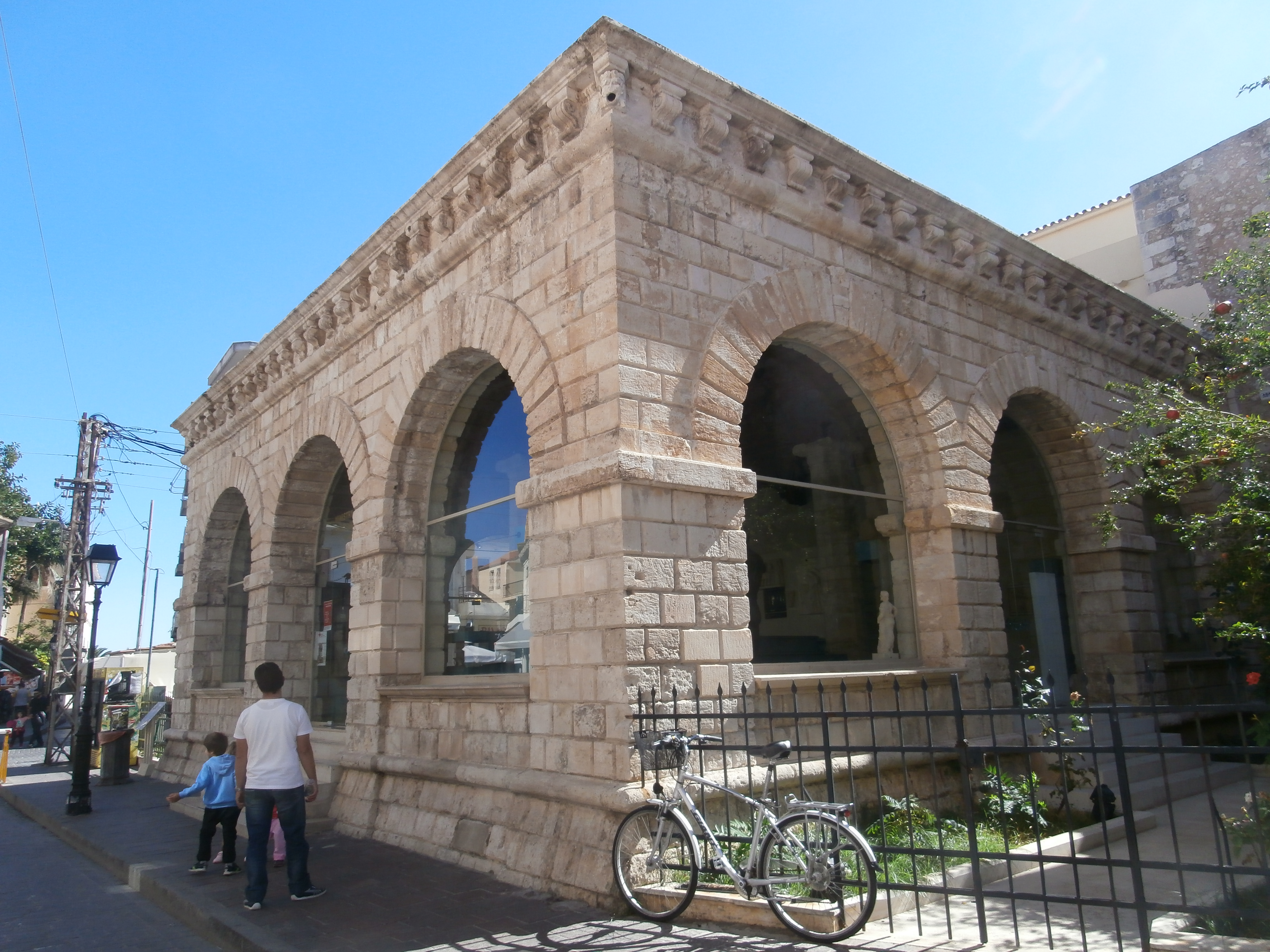
A Loggia
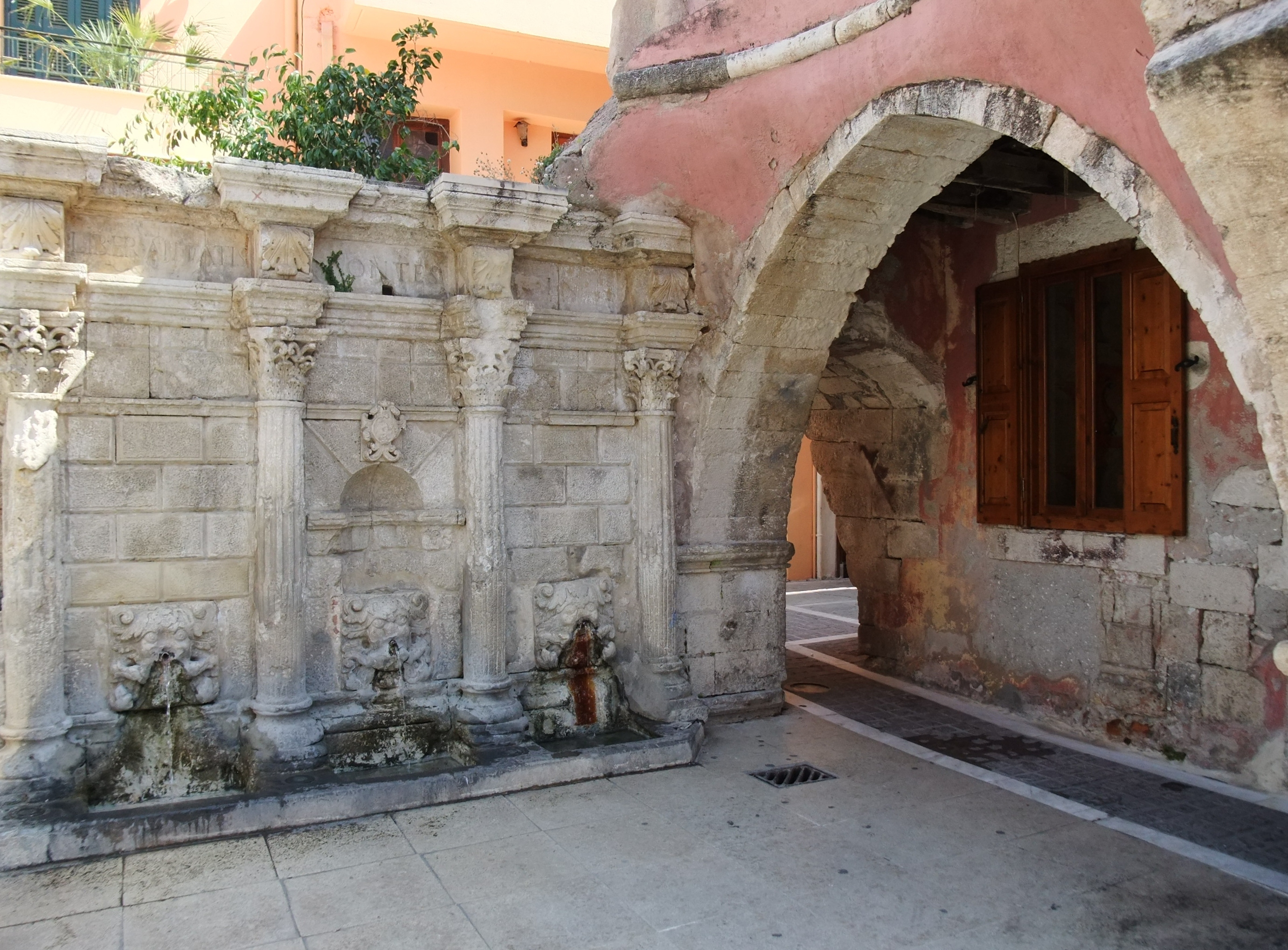
A Rimondi-kút
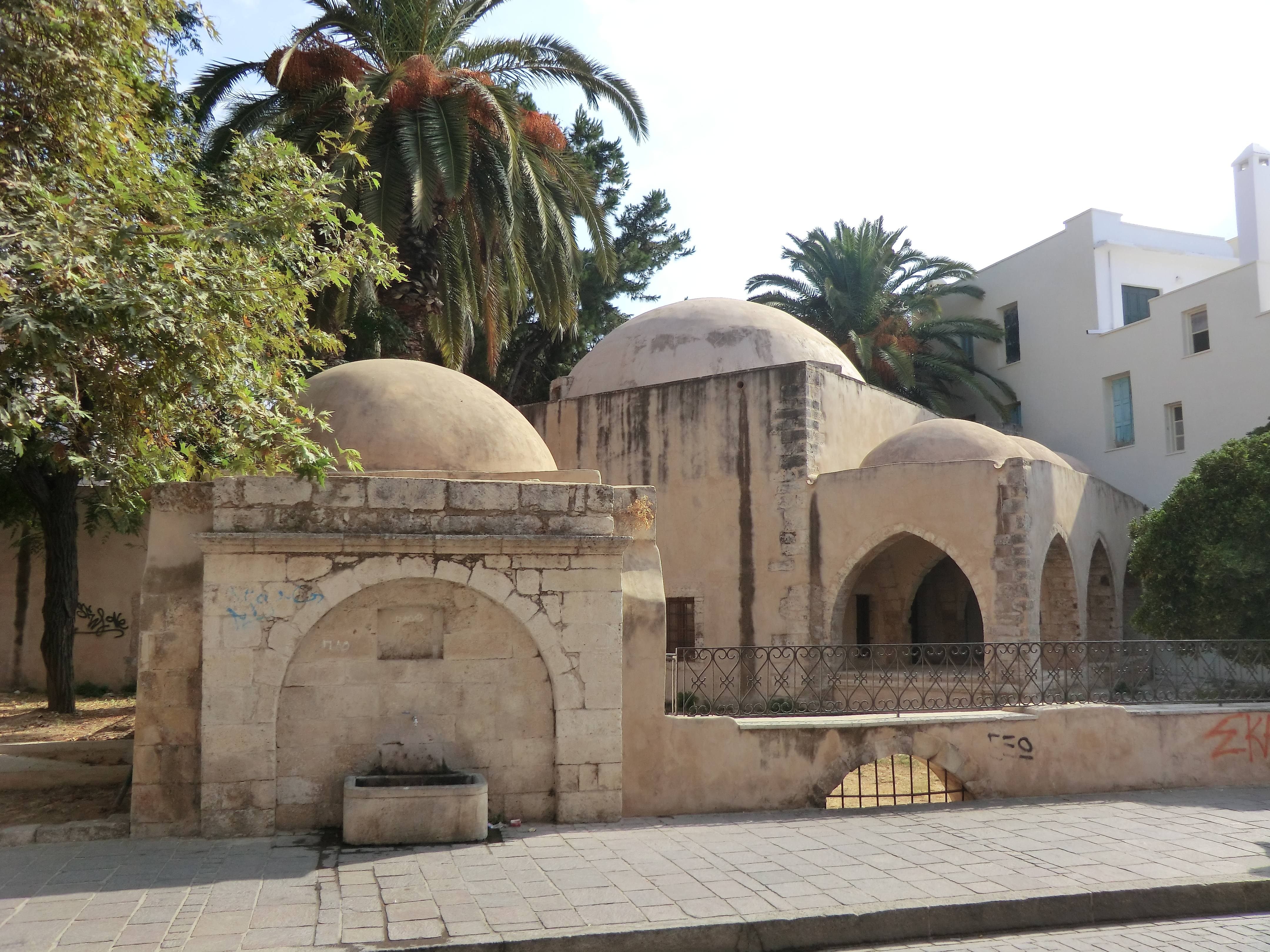
Kara Musza pasa mecsetje
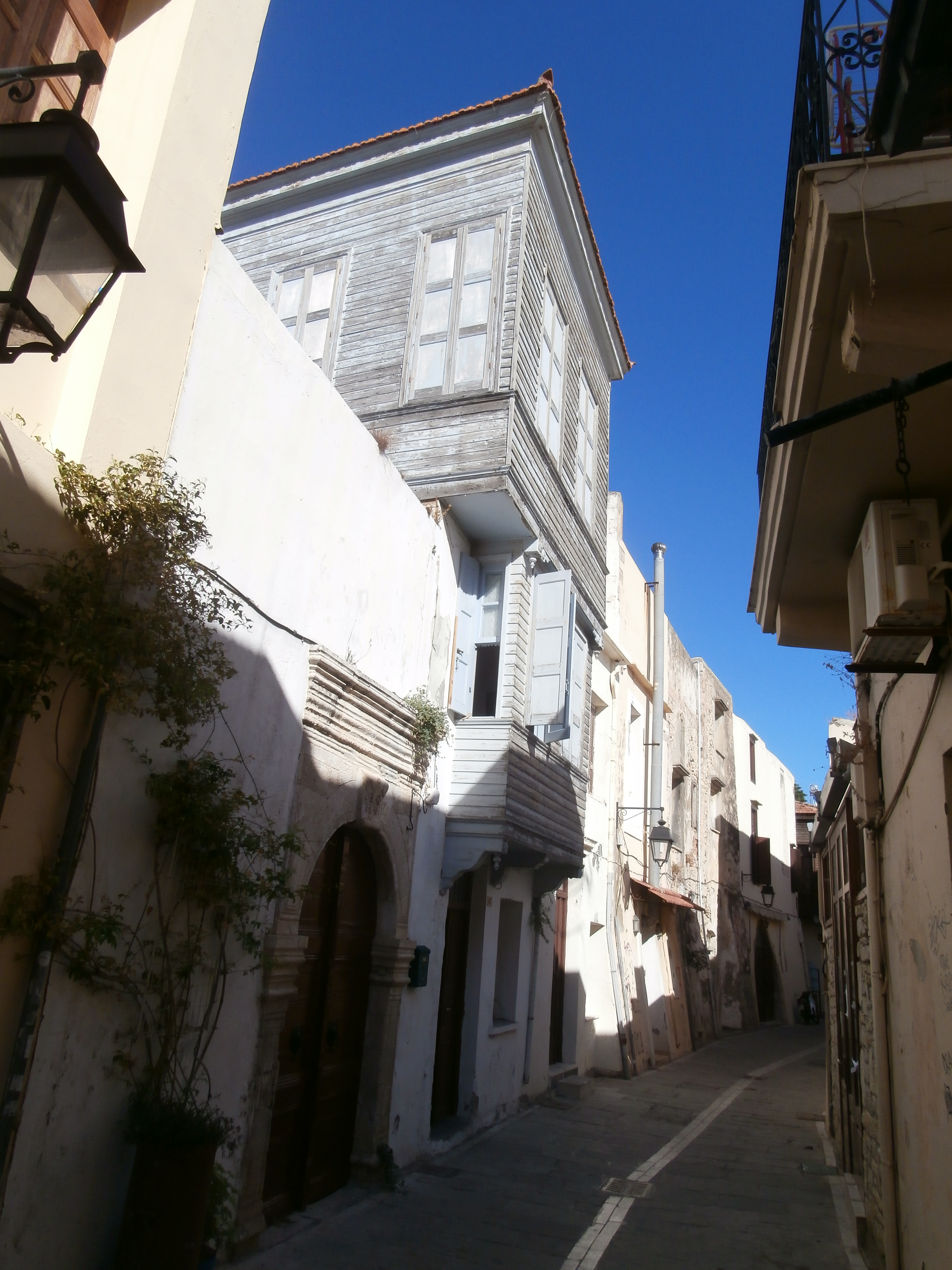
Óvárosi sikátor
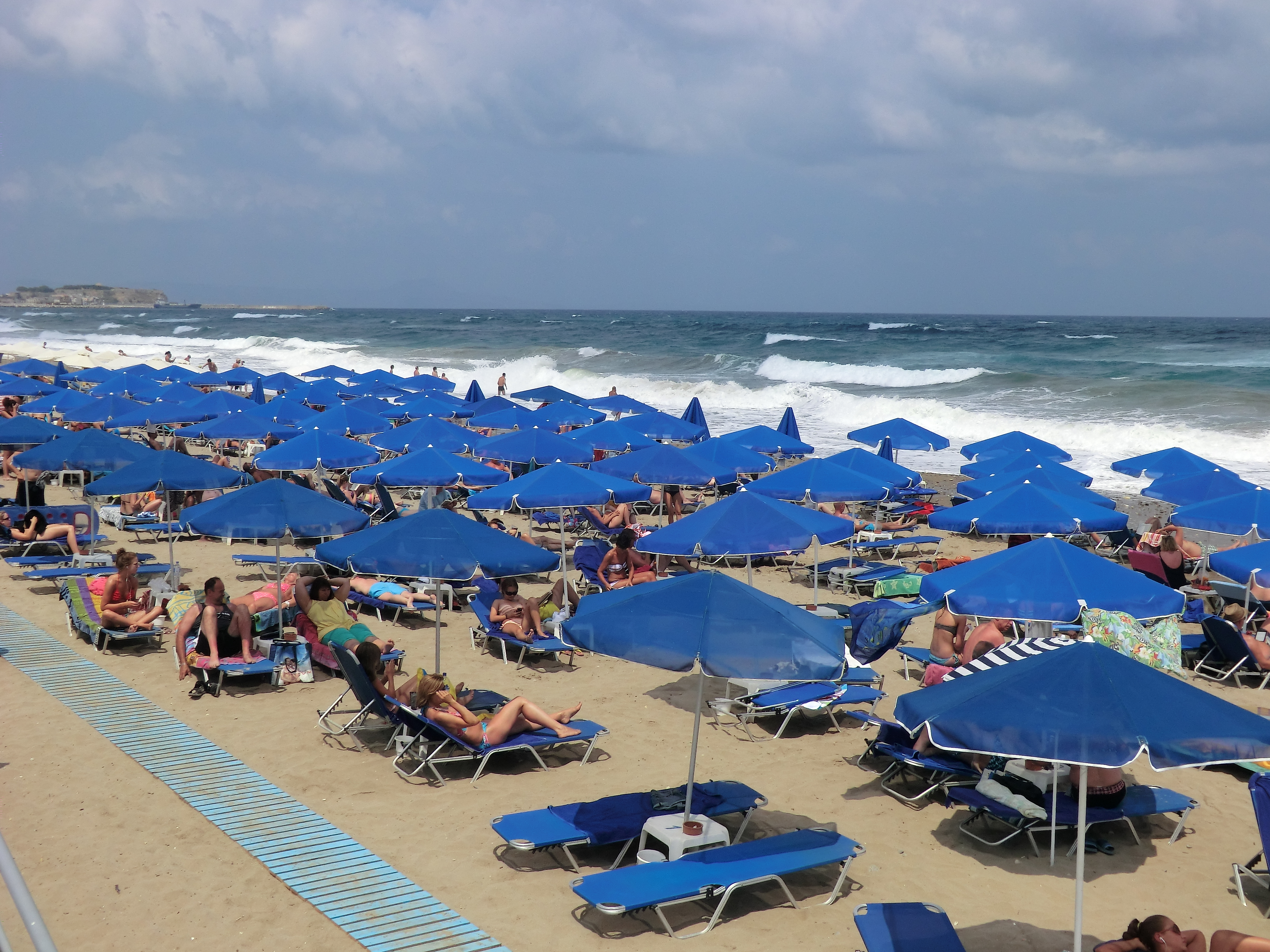
Zsúfolt strand

## Fordítás
- Ez a szócikk részben vagy egészben  a   Rethymno című angol Wikipédia-szócikk ezen változatának fordításán alapul.  Az eredeti cikk szerkesztőit annak laptörténete sorolja fel. Ez a jelzés csupán a megfogalmazás eredetét és a szerzői jogokat jelzi, nem szolgál a cikkben szereplő információk forrásmegjelöléseként.